# Сосновка (север Санкт-Петербурга)
Сосно́вка — исторический район в Выборгском и Калининском районах Санкт-Петербурга.
Расположена между проспектами Тореза, Северным, Тихорецким, Светлановским, улицей Веденеева, проспектом Науки, Гжатской улицей, улицей Фаворского и Политехнической улицей. На севере к Сосновке примыкают Шувалово-Озерки, на востоке — Гражданка, на юге — Кушелевка, на юго-западе — Лесной, на северо-западе — Удельная.

## История
С начала XVIII века здесь находилась деревня Сосновка, названная так из-за близости соснового леса. В конце XVIII столетия она была пожалована сенатору И. И. Кушелеву (см. также Кушелевка).
В конце XIX века Сосновка стала дачной местностью. В 1899—1902 годах здесь был построен комплекс зданий Политехнического института.
В период блокады 1941—1944 годов на территории современного парка Сосновка располагался военный аэродром Сосновка.
Современная планировка сложилась в начале 1960-х годов; к этому времени были застроены типовыми жилыми домами кварталы вдоль проспектов Тореза, Светлановского и Науки. Основную часть района занимает парк «Сосновка».
В 1975 году в Сосновке открыли станции метро «Площадь Мужества» и «Политехническая».